# 巨勢卓軒
巨勢 卓軒（こせ たくけん、? - 元禄14年7月23日（1701年8月26日））は、江戸時代の儒学者。父は京都大工頭の中井正純、祖父は同正清。名は正徳、字に子映、号を卓軒、直幹など、通称が彦仙（げんせん）。山城国（京都府）出身。

## 経歴
仏教僧から還俗し熊沢蕃山に陽明学を学び、崇神排仏を唱えたという。

## 参考資料
- 藤田幽谷「熊澤伯継列伝」岩波書店

### 著作
- 「蕃山実録」
- 「日本歴史略」